# Fat Face

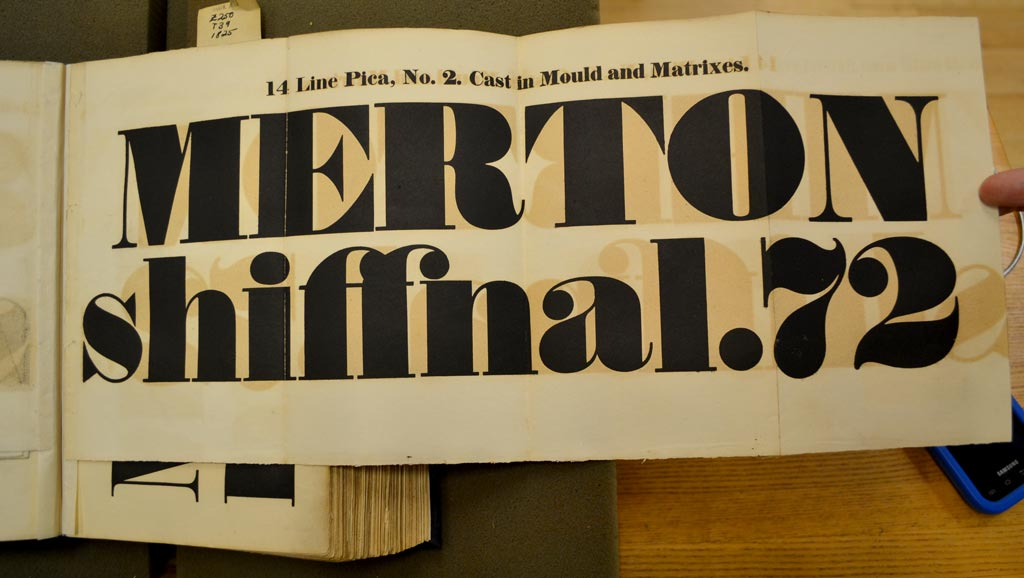
Eine extrem fette Fat Face aus dem Katalog der Fann Street Foundry, London, aus dem Jahr 1825

Fat Face (englisch „fettes Schriftbild“) bezeichnet besonders fette Schriftarten aus der Schriftklasse Klassizistische Antiqua. Anders als bei fetten Grotesk- oder Egyptienneschriften bleiben die dünnen Haarstriche unverändert dünn und nur die kräftigen Schattenstriche werden verbreitert. Dadurch haben Fat-Face-Schriftarten einen extrem hohen Strichkontrast. Die fetten Striche haben fast mehr den Charakter von Flächen als den von Linien.
Fat-Face-Schriften wurden für den Einsatz auf Plakaten und in der Werbung entwickelt. Sie ziehen durch ihre Schriftstärke und ihre markanten Formen die Aufmerksamkeit an. Sie können allerdings schwerer als herkömmliche Antiquaschriften zu lesen sein, da die Buchstabenformen schlechter erkennbar und unterscheidbar sind. Für Mengentext eignen sie sich kaum.

## Zum Begriff
Fat ist eine Steigerung zum englischen Begriff bold für herkömmliche fette Schrift. Face bezeichnet in der englischen Druckersprache den Teil der Lettern, der das Schriftbild trägt. Im Deutschen gibt es keinen etablierten Begriff für die Schriftartengruppe. „Fette Antiqua“ ist nicht spezifisch genug und wird vorrangig nicht als Stilbegriff, sondern für eine konkrete Schriftart aus dieser Stilform verwendet.

## Geschichte

### Hintergrund
Die Antiqua kam um das Jahr 1475 auf und wurde außerhalb des deutschen Sprachraums im Druckwesen rasch zur beliebtesten Schriftart für das lateinische Schriftsystem. Ihre Form blieb in den folgenden Jahrhunderten enorm stabil. Es gab bis in das späte 18. Jahrhundert nur sehr zurückhaltende Weiterentwicklungen. Für Buchtitel, Überschriften und Ähnliches wurden üblicherweise lediglich größere Schriftgrade der normalen Antiqua verwendet, keine andersgestaltete Schrift.
Das änderte sich, als zu Beginn des 19. Jahrhunderts erstmals der Plakatdruck und das Thema der Werbung stark aufkamen. Für diese Einsatzzwecke entstand der Wunsch nach besonders auffälligen und das Auge auf Distanz anziehenden Schriftarten. Nun entwickelten die Schriftgießereien völlig neue und kreative Schriftgestaltungsformen. Zu diesen zählen die Groteskschriften (serifenlos), die Egyptienneschriften (serifenverstärkt), neue Formen für gebrochene Schriften, und auch besonders fette sowie dekorativ veränderte Antiqua-Schriften.
Der englische Typograf John Lewis bezeichnet die Fat Face als die erste echte Akzidenzschrift. Zwar gab es schon zuvor andere Akzidenzschriften, aber keine hatte eine so starke und nachhaltige Wirkung auf die Geschichte der Typografie wie die Fat Face.

### Die Entstehung der Fat Face
Anfang des 19. Jahrhunderts gab es eine Übergangszeit, in der sich aus fetten klassizistischen Antiqua-Schnitten allmählich die voll entwickelte Fat Face herausbildete. So gilt beispielsweise nach Ansicht des Designers Paul Barnes eine 1803 vom britischen Typografen Robert Thorne entworfene Schrift noch nicht als eine Fat Face, nur als eine fette Antiqua.
Die Fat Face trat erstmals etwa zwischen den Jahren 1805 und 1810 in London auf. Die Initiative für ihre Entwicklung ging möglicherweise von den Gestaltern von Lotterie-Plakatanschlägen aus, die für die Hauptzeilen ihrer Plakate auffällige und oft besonders fette Holzlettern verwendeten. Die britischen Schriftgießereien folgten diesen Vorbildern. Die Fat Face wurde rasch sehr beliebt und international aufgegriffen.
Ein Beispiel für eine Fat Face aus Deutschland ist die von Johann Christian Bauer in der Bauerschen Gießerei geschaffene Fette Antiqua (1850) mit dem kursiven Schnitt Fette Kursiv (1851). Man nennt sie auch Fette Bauersche Antiqua. Eine andere mit unklarem Ursprung ist die ca. 1850 geschaffene Breite-Fette Antiqua.

#### Plakat-Beispiele
Die folgenden britischen Plakat-Beispiele veranschaulichen den typografischen Wandel mit dem Einzug der Fat-Face-Schriften:

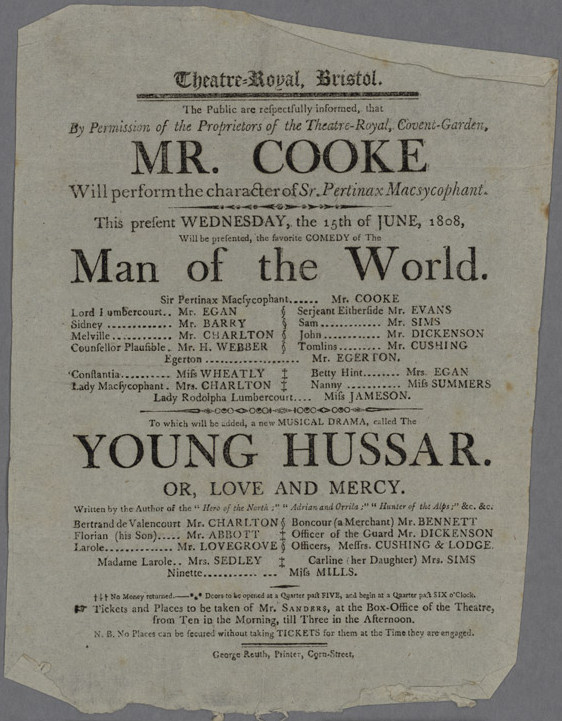
Theaterplakat aus Bristol, 1808: der gesamte Text ist noch in ähnlichen Schriftarten wie der Textkörper.
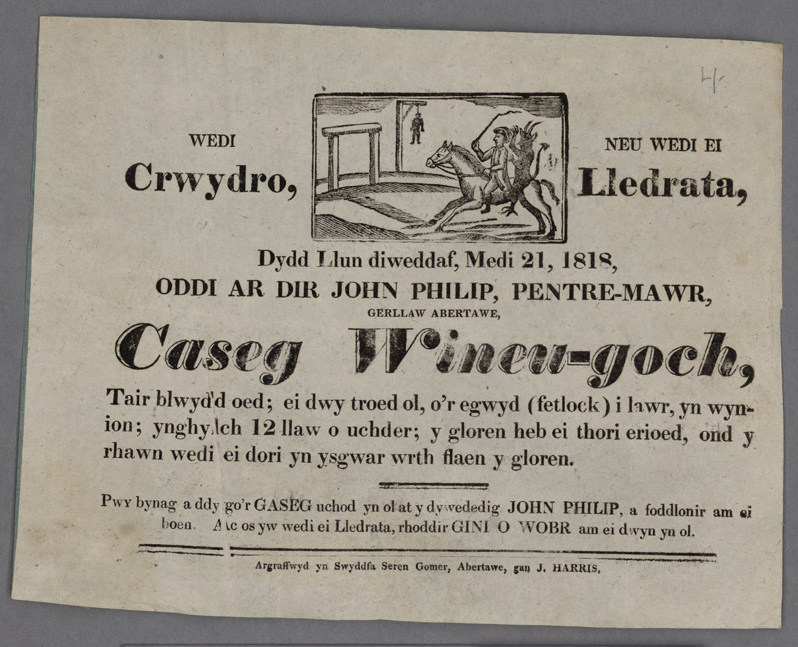
Plakat aus Wales, 1818: hier wurde die Fat Face bereits stark eingesetzt.
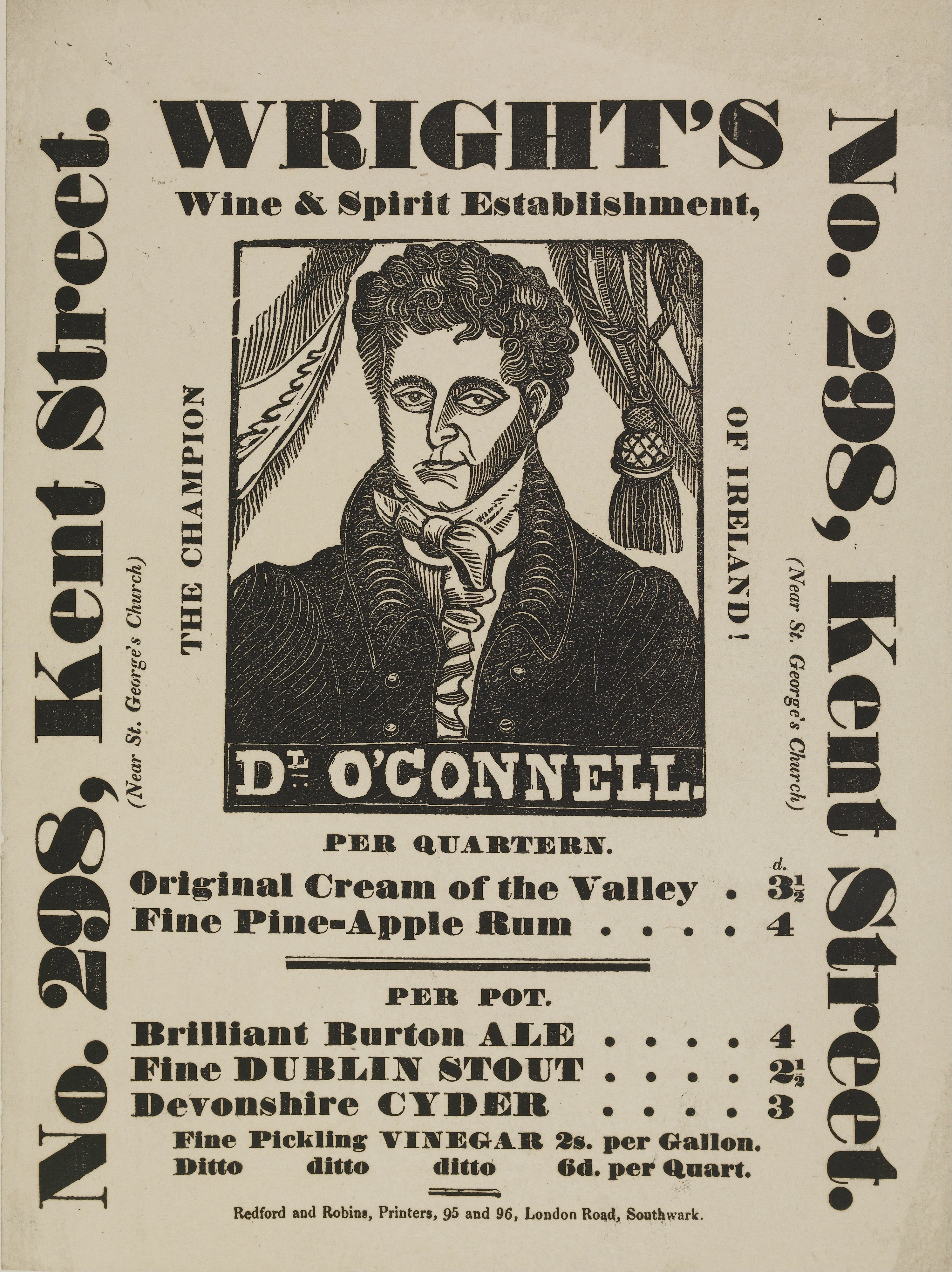
Plakat aus London mit extrem fetter Fat Face, 1840er Jahre

### Einsatzgebiete außerhalb des Drucks
Fat-Face-Schriften wurden auch außerhalb der Druckbranche verwendet, etwa in Inschriften und auf gemalten Schildern. In den USA wurden sie nicht selten auch zur Beschriftung von Grabsteinen eingesetzt.

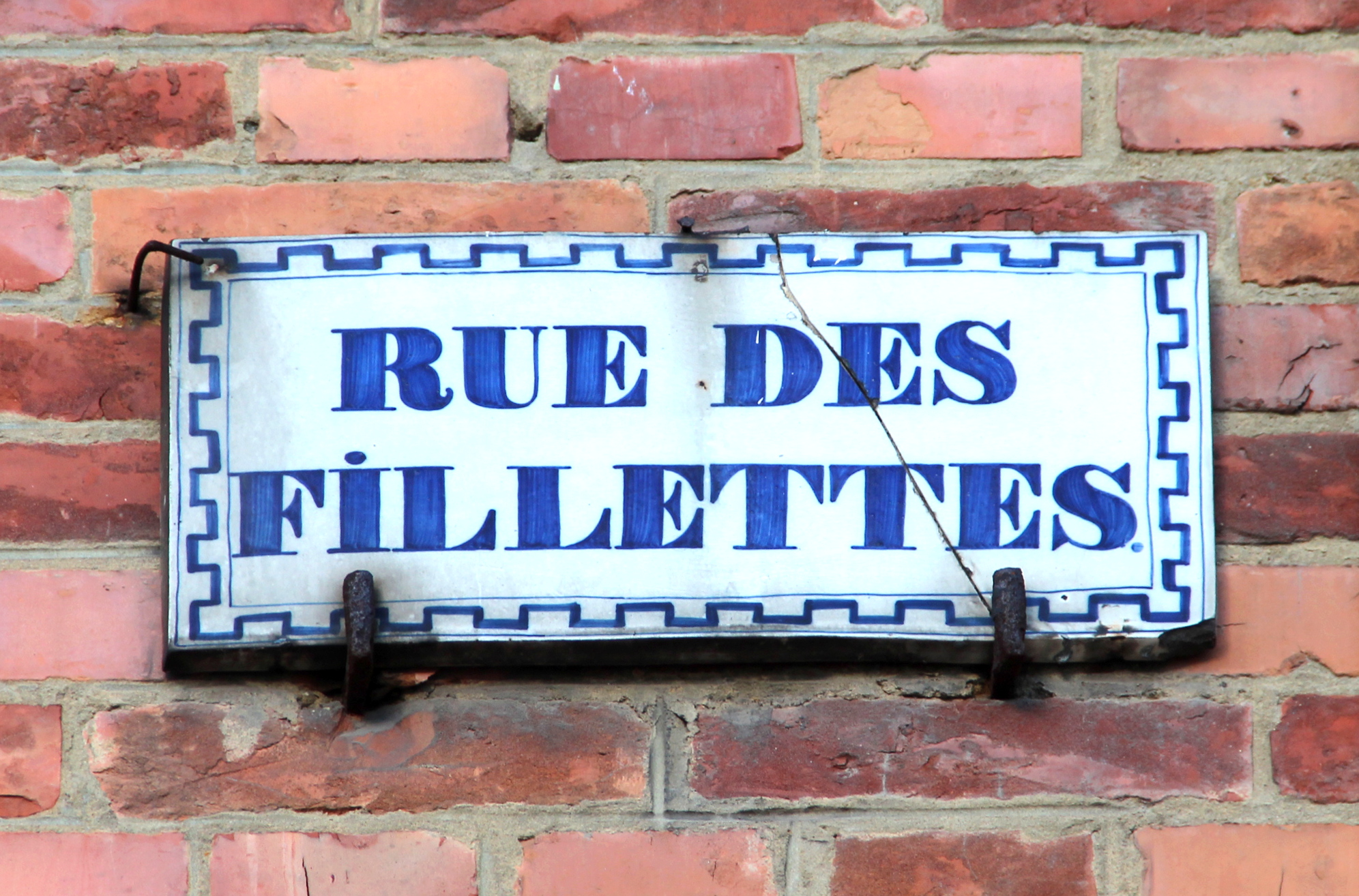
Straßenschild in Mons, Belgien

### Nach der Mitte des 19. Jahrhunderts
Im Jahr 1863 schrieb der Drucker H. Morgan in Madras, dass Fat-Face-Schriften nur noch selten verwendet werden.
1901 kritisierte der US-amerikanische Drucker Theodore Low De Vinne den Stil als „Schulbeispiel für Absurdität“.
Im 20. Jahrhundert lebte die Fat Face im Vereinigten Königreich als Teil der historisierenden „Victoriana“-Bewegung, die von John Betjeman und anderen in den 1930er Jahren vertreten wurde, teilweise nochmals auf. Zu den nach dem 19. Jahrhundert entstandenen Fat-Face-Schriftarten gehören:
- Die Ultra Bodoni (1928) von Morris Fuller Benton (American Type Founders).[22]
- Die Poster Bodoni (1929) von Chauncey H. Griffith.[23]
- Die Bodoni Black (1930) von Robert Hunter Middleton.[24]
- Die Falstaff von Monotype.[25]
- Die Normande von Berthold.[26]
- Die Normandia von Aldo Novarese und Alessandro Butti.[27]
- Die Thorowgood (1953 überarbeitet) von Linotype.[28]

Zu den Fat-Face-Schriftarten aus der Ära der digitalen Typografie zählen:
- Die Elephant von Matthew Carter (1992, 1998 unter dem Namen Big Figgins in einer erweiterten Familie neu aufgelegt).[29][30][31][32][33][34][35][36]
- Die Surveyor und Obsidian von Hoefler & Co.[37]
- Die Brunel und Isambard (2019) von Barnes & Schwartz.[38][12]

## Merkmale und Gestaltungsvarianten
Der Merkmale der klassizistischen Antiqua bilden die Grundlage der Fat Face. Dazu zählen die senkrechte Schattenachse, der hohe Strichkontrast, die scharfen, dünn angesetzten Serifen und kreisrunde bzw. elliptische Tropfenserifen. In Fat-Face-Schriften werden diese Merkmale noch weiter verstärkt. Sie erscheinen daher besonders geometrisch und abstrakt. Die Vielfalt innerhalb der Stilform Fat Face ist groß. In ihrer Formensprache zwischen Tradition und Moderne stehend, können Fat-Face-Schriften gekünstelt, energievoll, extravagant, freundlich, elegant, albern oder blasiert wirken. Es gibt sie in normaler aufrechter Form, in kursiven, schmalen und breiten Schnitten.
In der Periode mutigen Experimentierens mit neuer Schriftgestaltung entstanden möglicherweise aus der Umgekehrung des extremen Strichkontrasts der Fat Face die ersten Italienne-Schriften.
Bei den insbesondere im Plakatdruck eingesetzten Holzlettern, aber auch im Bleisatz, kam die Praxis auf, die breiten Strichflächen von Fat-Face-Schriften wie Hohlräume zu füllen – von einer einfachen Linie (inline) bis hin zu geometrischen Mustern, floralen und bildlichen Gestaltungen. Auch der Schattenwurf (dreidimensional erscheinende Schrift) wurde gerne in Fat-Face-Schriften als Gestaltungsmerkmal verwendet. Eine besonders für ihre dekorativen Designs bekannte Londoner Schriftgießerei war die von Louis Pouchée.

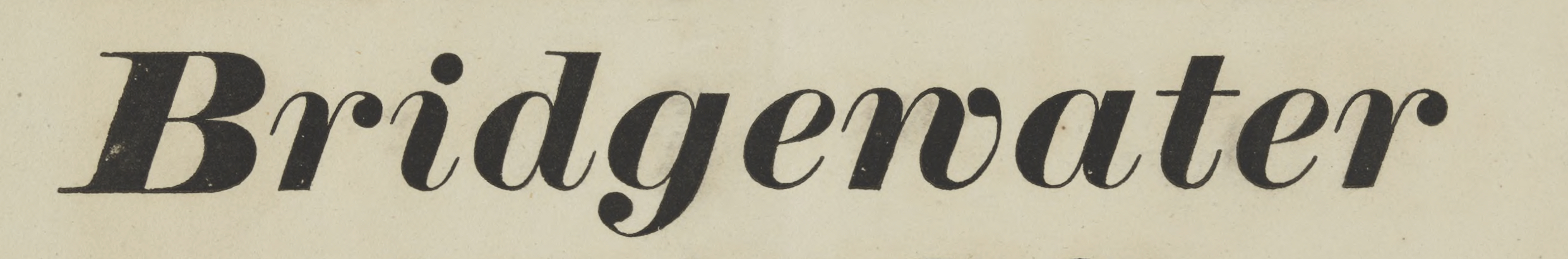
Eine kursive Fat-Face-Schriftart von William Caslon IV., ca. 1816
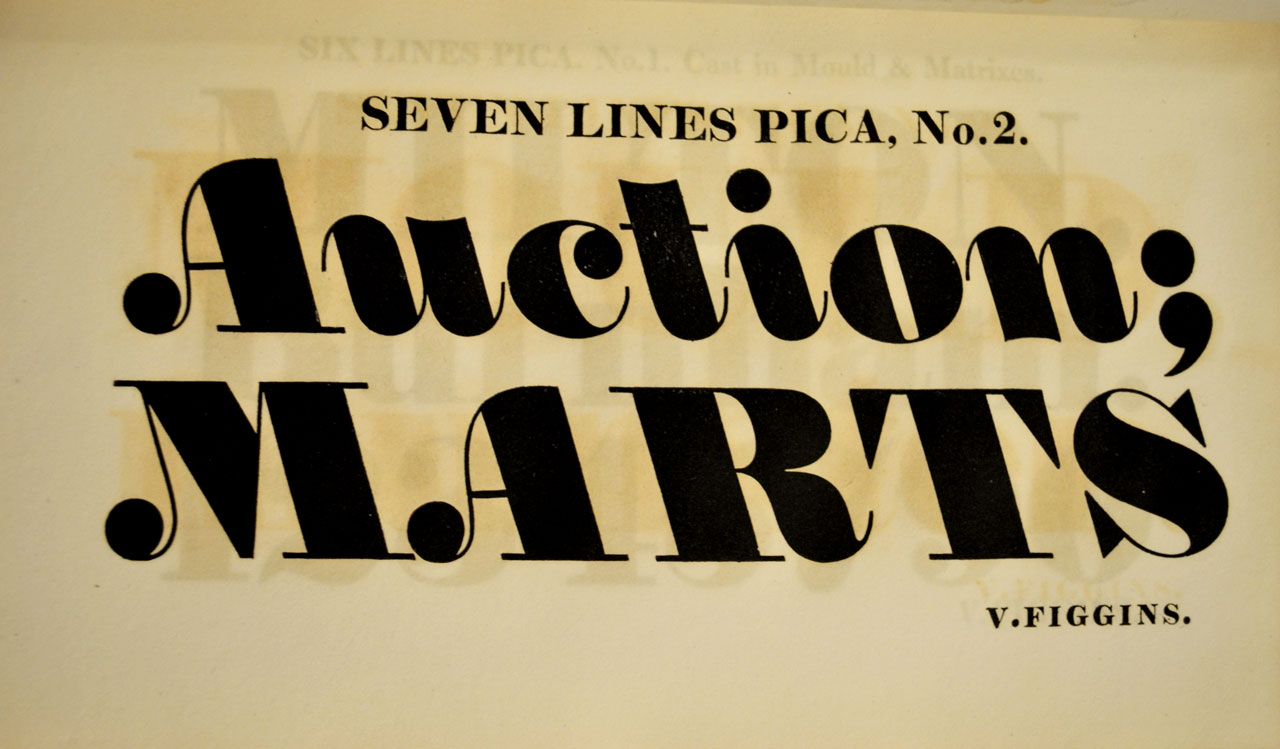
Eine nach links geneigte kursive Variante aus der Figgins Foundry, London
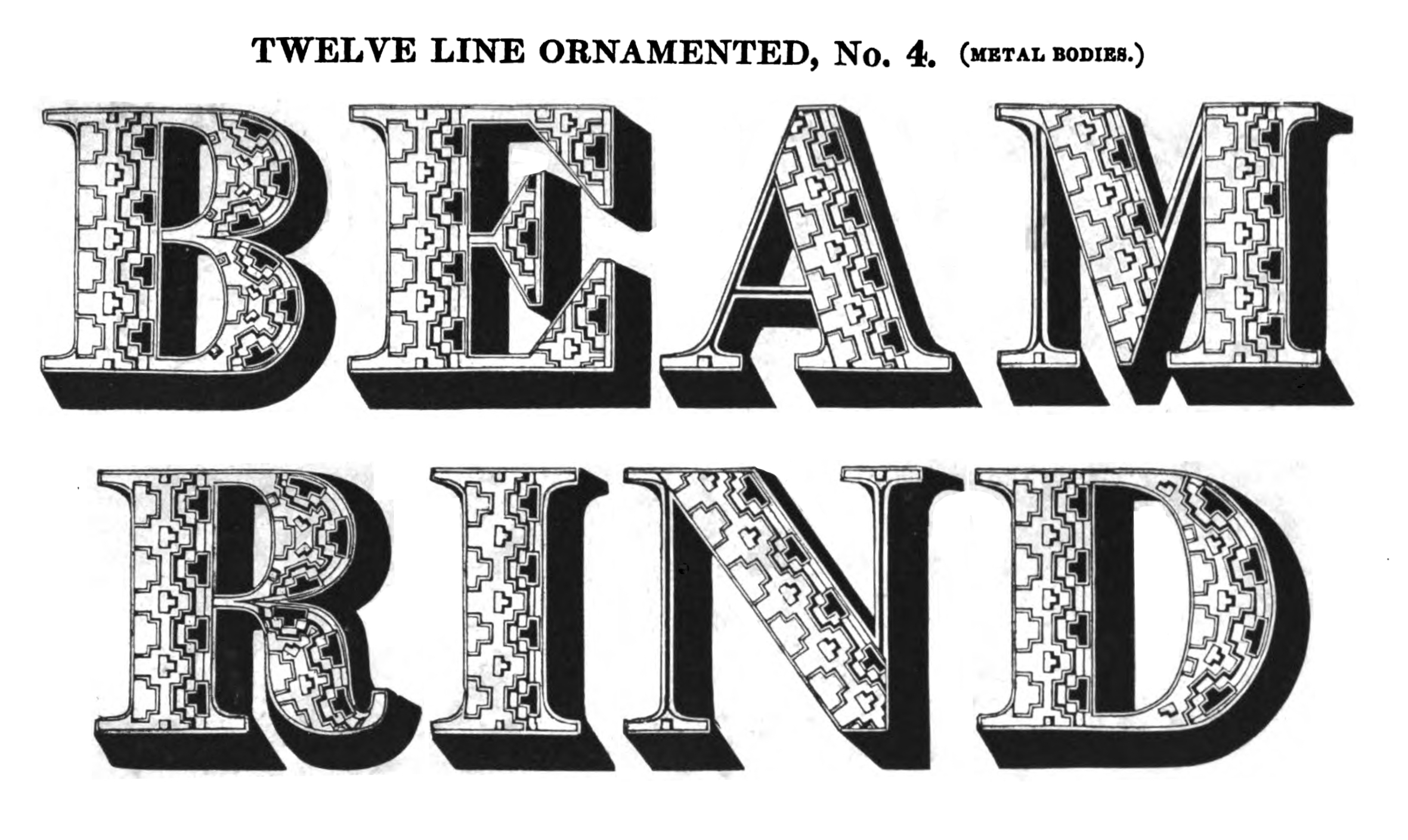
Eine ornamental verzierte und dreidimensional gestaltete Fat-Face-Schriftart aus dem Katalog der Austin Foundry, London, 1838
Die digitale Fat-Face-Schriftart „Elephant“ von Matthew Carter. Oben der normale, unten der kursive Schnitt.[41]